# Sheldon Lettich
Sheldon Lettich (Nueva York, 14 de enero de 1946) es un escritor, guionista y director de cine estadounidense.

## Biografía
Nació en la ciudad de Nueva York, pero pronto se mudó a California y creció en el área de Los Ángeles. Tras graduarse de la escuela secundaria, pasó casi cuatro años en el Cuerpo de Marines de los Estados Unidos. Se desempeñó como operador de radio en Vietnam con el 3er Batallón, el 1er de Infantería de Marina y más tarde con la élite 1st Force Reconnaissance Company con sede en Camp Pendleton, California.
Se abrió camino en la universidad como fotógrafo profesional y asistió al Centro de Estudios Avanzados de Cine del Conservatorio AFI como becario de cinematografía. Aunque su objetivo profesional inicial era convertirse en director de fotografía, en la AFI sus intereses se diversificaron para abarcar la escritura y la dirección, que se convirtieron en los dos campos en los que finalmente encontró el éxito en el negocio del entretenimiento.

## Filmografía
- 1990 - Lionheart
- 1991 - Doble impacto
- 1993 - Only the Strong
- 1997 - Perfect Target
- 2000 - The Last Patrol
- 2001 - The Order
- 2006 - The Hard Corps

Realizó varias películas con la interpretación de Jean-Claude Van Damme, por ejemplo: Lionheart en 1990.